# Трарего Виђона
Трарего Виђона (итал. Trarego Viggiona) је насеље у Италији у округу Вербано-Кузио-Осола, региону Пијемонт.
Према процени из 2011. у насељу је живело 152 становника. Насеље се налази на надморској висини од 684 м.

## Становништво
| 1936. | 1951. | 1961. | 1971. | 1981. | 1991. | 2001. | 2011. |
| ----- | ----- | ----- | ----- | ----- | ----- | ----- | ----- |
| 638   | 658   | 577   | 481   | 524   | 456   | 379   | 392   |